# خربا
خَرَبا أو خَرَبه بلدة سورية، تتبع لمحافظة درعا وتقع في الريف الشرقي لمحافظة درعا جنوبي سوريا في سهل حوران في ناحية بصرى الشام، توصل اراضيها الى استراد بصرى الشام سهوة القمح حيث الاستراد يدخل ضمن أراضي بلدة خربا والتي تمتد أراضيها بعد الاستراد كذلك إلى رباط بلدة غصم ، عند المدخل لمحافظة درعا وتبعد عن مدينة بصرى الشام 2كم فقط، وتجاورها كلٌ من مدينة بصرى الشام و بلدة سهوة القمح و معربة وغصم وجمرين وأم ولد و تعتبر قرية جبيب حي من بلدة خربا و كلها تتبع إداريًا لمحافظة درعا، . سكانها حوارنة مسيحيين واسلام سنة ويعرفون بانتمائهم الحوراني الاصيل ، حيث يعود غالبية سكانها بأصولهم إلى الغساسنة، واللهجة الدارجة بين سكانها هي اللهجة الحورانية التي يتكلم بها سكان محافظة درعا.
ومن أشهر أعلامها الفنان السوري الكبير رشيد عساف.

## التاريخ ودور بلدة خربا في الثورة السورية(2011)
انطلقت مظاهرات سلمية في بلدة خربا في مارس 2011,ضمن الحراك الشعبي في محافظة درعا ،مطالبين بإسقاط النظام ورفع القمع وشارك في هذه التحركات أهالي خربا الى جانب متظاهرين من بلدات مجاورة مثل معربة وبصرى الشام ومدينة درعا .وفي 12 أكتوبر 2012:أعلن الجيش السوري الحر سيطرته على حاجز خربا في محيط معربة_,من ضمنها بلدة خربا بدرعا.العملية كانت ضد قوات النظام في محيط معربة ، ورافقها قصف للمواقع الجوية والمدفعية .
•من ابرز من شارك وشارك معه أهل خربا في هذا الهجوم ،كان أحمد علي المقداد ("قاشوش معربة"), قائد ميداني ومنشد ثوري من معربة ،استشهد مع 8 مقاتلين من كتيبة درع الجنوب خلال اقتحام حاجز خربا. وخلال الأعوام التالية تعرضت البلدة لحملات أمنية واعتقالات واسعة ،اضافة الى قصف جوي ومدفعي طال الاحياء السكنية ،واسفر عن سقوط شهداء وجرحى ودمار في البنية التحتية.وفي عام 2013فرض النظام حصارا على البلدة مما ادى الى نقص حاد في المواد الغذائية والخدمات ،واجبر العديد من العائلات على النزوح .شارك عدد من أبناء خربا في صفوف وفصائل المعارضة المسلحة للدفاع عن مناطق حوران ،وكان من ابرزهم الشهيد ناصر منصور البشارة ، الذي استشهد خلال معارك الدفاع عن مدينة بصرى الشام عام 2012.ورغم القصف والحصار ومحاولات الاقتحام ،لم يتمكن النظام من دخول خربا ،بفضل صمود اهلها وتضامن البلدات المجاورة.وبقيت البلدة رمزا للتحدي و الصمود في وجه القمع.
صمود خربا في وجه النظام
رغم الحملات الأمنية والقصف المكثف، ظل النظام عاجزًا عن السيطرة على خربا أو دخولها لفترات طويلة، بسبب المقاومة الشديدة التي أبداها الأهالي وتنسيقهم مع فصائل الجيش الحر، ما جعل البلدة رمزًا للصمود في ريف درعا، على الرغم من القصف الذي تعرضت له بلدة خربا وتدمير بعض منازل المدنيين والكنائس ،فإن النظام لم ينجح في دخولها او السيطرة عليها بفضل صمود الأهالي وتعاونهم مع فصائل المعارضة،مما جعلها إحدى نقاط الثبات في ريف درعا الشرقي خلال سنوات الصراع. 
خلال الثورة السورية الكبرى
شكلت بلدة خربا موطنًا لكثير من شخصيات سهل حوران التي كان لها دور في مختلف جوانب النضال الأدبي والعسكري فكان منها العديد من القادة الذي كان لهم دور في الثورة السورية الكبرى في ظل الانتداب الفرنسي.

## الاسم وآثار بصرى الشام التاريخية في خربا
يعود إسمها إلى اسم روماني مزرعة بصرى الشام وأنها مكان السجود اي سجد بها خرّ بها.

## أعلام
- رشيد عساف
- فارس بطرس